# Octuor de France
L'Octuor de France est un octuor français de musique classique fondé en 1979.

## Historique
L'Octuor de France est un ensemble instrumental de musique de chambre fondé en 1979 sous le nom d'Ensemble Carl Stamitz par le clarinettiste Jean-Louis Sajot,.
Depuis, sous le nom d'Octuor de France à partir de 1995, ses membres se produisent en différentes formations, du trio à l'octuor. Outre de nombreux concerts et enregistrements, l'ensemble a également une activité dans le domaine du cinéma muet, avec des œuvres écrites à son intention par les compositeurs Gabriel Thibaudeau et Antonio Coppola notamment. 
L'effectif de base de l'octuor comprend deux violons, un alto, un violoncelle, une contrebasse, une clarinette, un basson et un cor. 

## Membres
Parmi les membres de l'Octuor de France ont figuré ou figurent, :
- 1er violon : Yuriko Naganuma (depuis 1988) ;
- 2e violon : Sylvie Sentenac, Jean-Christophe Gall (1991-), Florence Binder, Florence Roussin (depuis 2016) ;
- alto : Laurent Jouanneau (depuis 1991) ;
- violoncelle : Paul Broutin (depuis 1988) ;
- contrebasse : Philippe Blard (1979-2002), Michel Fouquet (2002-2010), Jean-Olivier Bacquet (2010-), Aurélie Martin ;
- clarinette : Jean-Louis Sajot ;
- cor : Antoine Degremont, Marc Michels (depuis 2016) ;
- basson : Jacques Thareau (1979-2011), Mehdi El Hammami (2011-), Vincent Reynaud (depuis 2013).

## Créations
L'Octuor de France est le créateur de plusieurs œuvres, de Jean-Sébastien Bach (les Variations Goldberg transcrites par Marcel Bitsch), Jean-Yves Bosseur (Octuor, 1988), Mozart (Quintette pour piano et vents transcrit pour octuor par Jean Françaix, 1997) ou Roger Tessier (Envol, 1998) notamment.